# Division Canadienne de la LNH
En Amérique du Nord, la division Canadienne de la Ligue nationale de hockey (ou : section Canadienne) a été formée en 1926. De cette année-là à 1938, les dix équipes de la ligue sont séparées en deux, l'autre partie formant la division Américaine.

## Équipes à la dissolution
- Canadiens de Montréal
- Maroons de Montréal
- Americans de New York
- Maple Leafs de Toronto

## Évolution de la division

### 1926-1931
- Canadiens de Montréal
- Maroons de Montréal
- Americans de New York
- Sénateurs d'Ottawa
- Saint-Patrick de Toronto, puis Maple Leafs de Toronto

### 1931-1932
- Canadiens de Montréal
- Maroons de Montréal
- Americans de New York
- Maple Leafs de Toronto

### 1932-1934
- Canadiens de Montréal
- Maroons de Montréal
- Americans de New York
- Sénateurs d'Ottawa
- Maple Leafs de Toronto

### 1934-1935
- Canadiens de Montréal
- Maroons de Montréal
- Americans de New York
- Eagles de Saint-Louis
- Maple Leafs de Toronto

### 1935-1938
- Canadiens de Montréal
- Maroons de Montréal
- Americans de New York
- Maple Leafs de Toronto

## Champions de division
La liste ci-dessous reprend les équipes championnes de la division Canadienne :
Légende :
- Vainqueur de la Coupe Stanley
- Finaliste de la Coupe Stanley

| Saison  | Franchise              | Bilan    | Pts | Résultats en playoffs                                                          |
| ------- | ---------------------- | -------- | --- | ------------------------------------------------------------------------------ |
| 1926-27 | Sénateurs d'Ottawa     | 30-10-4  | 64  | Victoire - Demi-finale (Canadiens) 5-1 Victoire - Coupe Stanley (Bruins) 2-0-2 |
| 1927-28 | Canadiens de Montréal  | 26-11-7  | 59  | Défaite - Demi-finale (Maroons) 3-2                                            |
| 1928-29 | Canadiens de Montréal  | 22-7-15  | 59  | Défaite - Demi-finale (Bruins) 3-2                                             |
| 1929-30 | Maroons de Montréal    | 23-16-5  | 51  | Défaite - Demi-finale (Bruins) 3-1                                             |
| 1930-31 | Canadiens de Montréal  | 26-10-8  | 60  | Victoire - Demi-finale (Bruins) 3-2 Victoire - Coupe Stanley (Black Hawks) 3-2 |
| 1931-32 | Canadiens de Montréal  | 25-16-7  | 57  | Défaite - Demi-finale (Rangers) 3-1                                            |
| 1932-33 | Maple Leafs de Toronto | 24-18-6  | 54  | Victoire - Demi-finale (Bruins) 3-2 Défaite - Coupe Stanley (Rangers) 3-1      |
| 1933-34 | Maple Leafs de Toronto | 26-13-9  | 61  | Défaite - Demi-finale (Red Wings) 3-2                                          |
| 1934-35 | Maple Leafs de Toronto | 30-14-4  | 64  | Victoire - Demi-finale (Bruins) 3-1 Défaite - Coupe Stanley (Maroons) 3-0      |
| 1935-36 | Maroons de Montréal    | 22-16-10 | 54  | Défaite - Demi-finale (Red Wings) 3-0                                          |
| 1936-37 | Canadiens de Montréal  | 24-18-6  | 54  | Défaite - Demi-finale (Red Wings) 3-2                                          |
| 1937-38 | Maple Leafs de Toronto | 24-15-9  | 57  | Victoire - Demi-finale (Bruins) 3-0 Défaite - Coupe Stanley (Black Hawks) 3-1  |

## Résultats saison par saison
Légende :
- Vainqueur de la Coupe Stanley
- Finaliste de la Coupe Stanley
- Qualifié pour les séries éliminatoires

| Saison  | Bilan des équipes  | Bilan des équipes  | Bilan des équipes  | Bilan des équipes  | Bilan des équipes |
| ------- | ------------------ | ------------------ | ------------------ | ------------------ | ----------------- |
| Saison  | 1er                | 2e                 | 3e                 | 4e                 | 5e                |
| 1926-27 | Ottawa (64)        | MTL Canadiens (58) | MTL Maroons (44)   | NY Americans (36)  | Toronto (35)      |
| 1927-28 | MTL Canadiens (59) | MTL Maroons (54)   | Ottawa (50)        | Toronto (44)       | NY Americans (28) |
| 1928-29 | MTL Canadiens (59) | NY Americans (50)  | Toronto (47)       | Ottawa (41)        | MTL Maroons (39)  |
| 1929-30 | MTL Maroons (51)   | MTL Canadiens (51) | Ottawa (50)        | Toronto (40)       | NY Americans (33) |
| 1930-31 | MTL Canadiens (60) | Toronto (53)       | MTL Maroons (46)   | NY Americans (46)  | Ottawa (24)       |
| 1931-32 | MTL Canadiens (57) | Toronto (53)       | NY Americans (45)  | MTL Maroons (40)   |                   |
| 1932-33 | Toronto (54)       | MTL Maroons (50)   | MTL Canadiens (41) | NY Americans (41)  | Ottawa (32)       |
| 1933-34 | Toronto (61)       | MTL Canadiens (50) | MTL Maroons (49)   | NY Americans (40)  | Ottawa (32)       |
| 1934-35 | Toronto (64)       | MTL Maroons (53)   | MTL Canadiens (44) | NY Americans (33)  | Saint-Louis (28)  |
| 1935-36 | MTL Maroons (54)   | Toronto (52)       | NY Americans (39)  | MTL Canadiens (33) |                   |
| 1936-37 | MTL Canadiens (54) | MTL Maroons (53)   | Toronto (49)       | NY Americans (34)  |                   |
| 1937-38 | Toronto (57)       | NY Americans (49)  | MTL Canadiens (49) | MTL Maroons (30)   |                   |

## Vainqueur de la Coupe Stanley
À cinq reprises, une équipe de la division Canadienne a remporté la Coupe Stanley au cours de l'existence de la division :
- 1927 - Sénateurs d'Ottawa
- 1930 - Canadiens de Montréal
- 1931 - Canadiens de Montréal
- 1932 - Maple Leafs de Toronto
- 1935 - Maroons de Montréal

## Liste des équipes vainqueur de la Division Canadienne
| Franchise              | Titres | Dernier titre | Années                       |
| ---------------------- | ------ | ------------- | ---------------------------- |
| Canadiens de Montréal  | 5      | 1937          | 1928, 1929, 1931, 1932, 1937 |
| Maple Leafs de Toronto | 4      | 1938          | 1933, 1934, 1935, 1938       |
| Maroons de Montréal    | 2      | 1936          | 1930, 1936                   |
| Sénateurs d'Ottawa     | 1      | 1927          | 1927                         |